# Pieter Jan Verstraete
Pieter Jan Verstraete (Euskirchen, 30 januari 1956) is een Vlaams historicus en biograaf.
Na zijn geschiedenisstudie werd Verstraete bibliothecaris aan de stadsbibliotheek van Kortrijk. Op 1 mei 2019 ging hij met pensioen. Naast omvangrijke biografieën en studies over de Vlaamse Beweging en de Tweede Wereldoorlog publiceerde hij kleinere brochures en leverde bijdragen aan tijdschriften en jaarboeken. Enkele van zijn werken, onder andere de biografieën over Odiel Spruytte, Reimond Tollenaere en over Hendrik Jozef Elias, werden bekroond met historisch-wetenschappelijke prijzen.
Tussen 2007 en 2016 publiceerde hij een tiendelige reeks "Cahiers Staf de Clercq", de stichter-leider van het Vlaamsch Nationaal Verbond (VNV). In 2013 verscheen zijn biografie over de katholieke volksvertegenwoordiger en oorlogsburgemeester van Ronse, Leo Vindevogel. In 2022 publiceerde hij een bundel van 74 artikels over dwarsliggers. Het boek verscheen begin 2022 onder de titel Dwarsliggers. Hierna is Verstraete begonnen aan een omvangrijke historische biografie over Staf de Clercq.
Verstraete werkt als redacteur mee aan Vlaams-nationale publicaties: Doorbraak (VVB) en Tekos. Daarnaast is hij ook medewerker van het Nationaal Biografisch Woordenboek en het Bulletin Tweede Wereldoorlog. Van zijn hand verscheen tevens een reeks Friese opstellen in het Zannekin-jaarboek. Hij was in de jaren 1980 en 1990 actief in de Antwerpse Vlaams-nationale uitgeverij De Nederlanden met het vormingsblad Nieuw Vlaanderen. In de jaren 1980 was hij op vrijwillige basis medewerker van de Vlaamse bibliotheek van Komen. Vanaf 2019 maakt hij deel uit van de adviesraad van de Digitale Encyclopedie van de Vlaamse Beweging.